# Игре будућности
Игре будућности (рус. Игры Будущего, арап. العاب المستقبل) први је међународни мултиспортски турнир у фиџитал концепту са укупним наградним фондом од 10 милиона долара. Одржавају су од 21. фебруара од 3. марта 2024. у Казању, пријестоници руске Републике Татарстан. На турниру је учествовало више од 260 међународних тимова и више од 2000 учесника из цијелог свијета.

## Опис
Такмичење се одржава у 21 иновативној дисциплини, заснованој на комбинацији физичке активности, савремене технологије и дигиталног окружења, а играчи се састају у пет области — од „спорта” до „технологије”.
Формат такмичења у фиџитал-дисциплинама подразумијева коришћење достигнућа у области развоја игара, киберспорта, роботехнике, проширене и виртуелне реалности, информационих технологија и вјештачке интелигенције. Свака дисциплина комбинује динамичке видове спорта са најпопуларнијим видео-играма и технологијама. У оквиру квалификација турнира одиграно је 10 квалификационих кола — Фиџитал игре.
Свечано отварање турнира одржано је 21. фебруара 2024, коме су присуствовали предсједник Русије Владимир Путин, предсједник Бјелорусије Александар Лукашенко, предсједник Казахстана Касим Жомарт Токајев, предсједник Узбекистана Шавкат Мирзијојев, предсједник Киргистана Садир Жапаров, предсједник Таџикистана Емомали Рахмон и предсједник Републике Српске Милорад Додик.